# 田村駅
田村駅（たむらえき）は、滋賀県長浜市田村町南仙堂にある、西日本旅客鉄道（JR西日本）北陸本線の駅である。駅番号はJR-A10。「琵琶湖線」の愛称区間に含まれている。

## 歴史

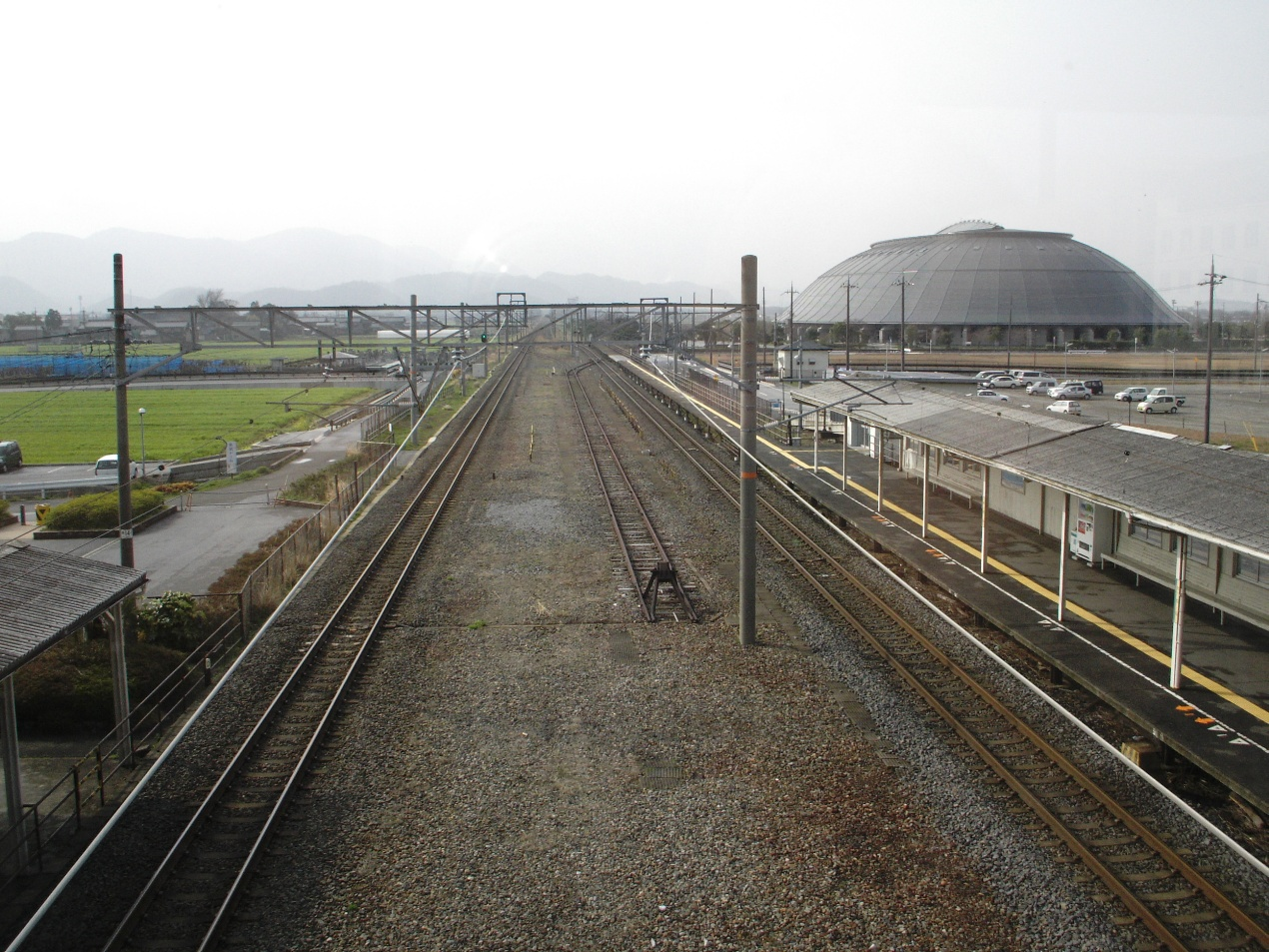
機関車留置線跡（2007年4月）

1931年（昭和6年）、東海道本線彦根駅と北陸線長浜駅の間にガソリンカー運行が開始されたことを契機に、先行開業した法性寺駅（現・坂田駅）に続いて既存駅間に新設された気動車列車向けの駅であった。このため、燃料不足で気動車運行ができなくなった戦時期から戦後しばらくまで営業を休止している。
1957年（昭和32年）の北陸本線交流電化の起点となり、当駅から敦賀駅へはED70形電気機関車が牽引することになった。米原駅 - 当駅間は非電化のまま残り、E10形蒸気機関車やD50形蒸気機関車が牽引。後年はディーゼル機関車が牽引していた。当駅で機関車交換を行うため上下ホームを千鳥配置に変更。上下線間に2本の機関車留置線が設けられた。機関車交換で急行列車などの長編成が停車するため、プラットホームの延長も行われた。
機関車の留置線は南北の組に分かれており、北側には交流電気機関車を、南側には米原駅との間を往復する蒸気機関車を収容した。ただし、当駅には転車台は設けられず、上り列車のテンダー機関車は逆向きのまま米原駅まで向かっていた。
当駅から敦賀駅までの交流電化が行われた当時は、一般の客車列車に自動扉が装備されていなかった時代で、後年のように乗降扉を施錠した状態で客扱いしない「運転停車」措置を実効的に行うことはできず、機関車交換のために当駅に停車する急行列車の発車時刻が市販の時刻表に記載されていた。一方、手動扉ながら扉の一斉施錠が可能な20系を使用した特急「日本海」「つるぎ」は客扱いを行わなかった。
1962年（昭和37年）に米原駅 - 当駅間が電化され、当駅南方にデッドセクションが設けられた。交直流電車や気動車で運転される特急・急行は当駅を通過したが、交直両用電気機関車の量産がなかったため、米原駅 - 当駅間のSL牽引は残り、のちにDD50形、その後DE10形ディーゼル機関車により無煙化された。
当駅での機関車付け替え廃止は1983年（昭和58年）。すでに北陸本線で活躍していた交直両用機EF81形での車上切り換えが米原口へ完全移行したためである。無用となった機関車留置線は撤去されが、ホームと上下本線の再移設は行われず、上下の開いた空間がかつてを偲ばせる。
事務管コードは▲541402である。

### 年表
- 1931年（昭和6年）10月14日：国有鉄道北陸本線の駅（旅客駅）として、法性寺駅（現在の坂田駅） - 長浜駅間に新設開業[3][8]。
- 1940年（昭和15年）11月1日：営業休止[9]。
- 1954年（昭和29年）12月10日：営業再開[9]。
- 1957年（昭和32年）10月1日：当駅 - 敦賀駅間が交流電化される[10][11]。
- 1962年（昭和37年）12月28日：当駅 - 米原駅間が直流電化される。
- 1971年（昭和46年）3月25日：荷物の取り扱いを廃止[12]。駅員無配置駅となる[13]。
- 1987年（昭和62年）4月1日：国鉄分割民営化により、西日本旅客鉄道の駅となる[9]。
- 1988年（昭和63年）3月13日：路線愛称の制定により（制定は同年2月5日）[14]、「琵琶湖線」の愛称を使用開始。
- 1991年（平成3年）9月14日：当駅 - 長浜駅間の電化方式を交流から直流に変更[15]。それに伴い、京阪神からの新快速の直通運転を開始[16]。
- 1998年（平成10年）12月15日：自動改札機を設置し、供用開始[17]。
- 2003年（平成15年）11月1日：「ICOCA」の利用が可能となる[18]。簡易型自動改札機で対応。
- 2018年（平成30年）3月17日：駅ナンバリングが導入され、使用を開始[19]。

## 駅構造

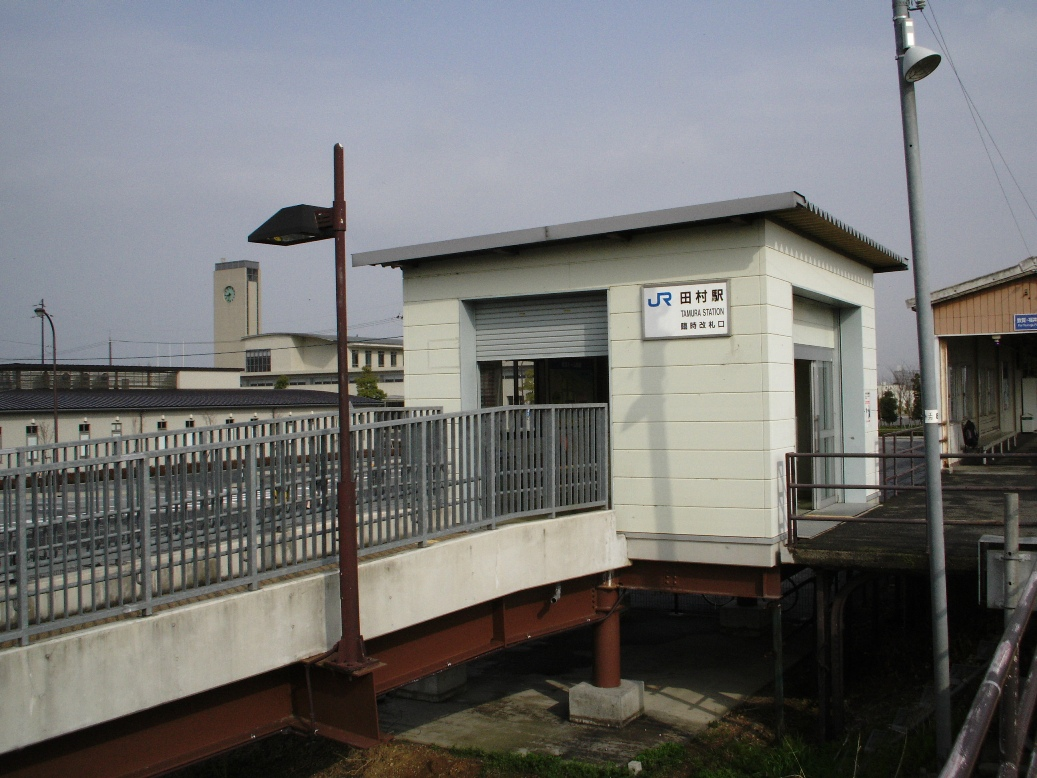
臨時改札口（2007年4月、西側）

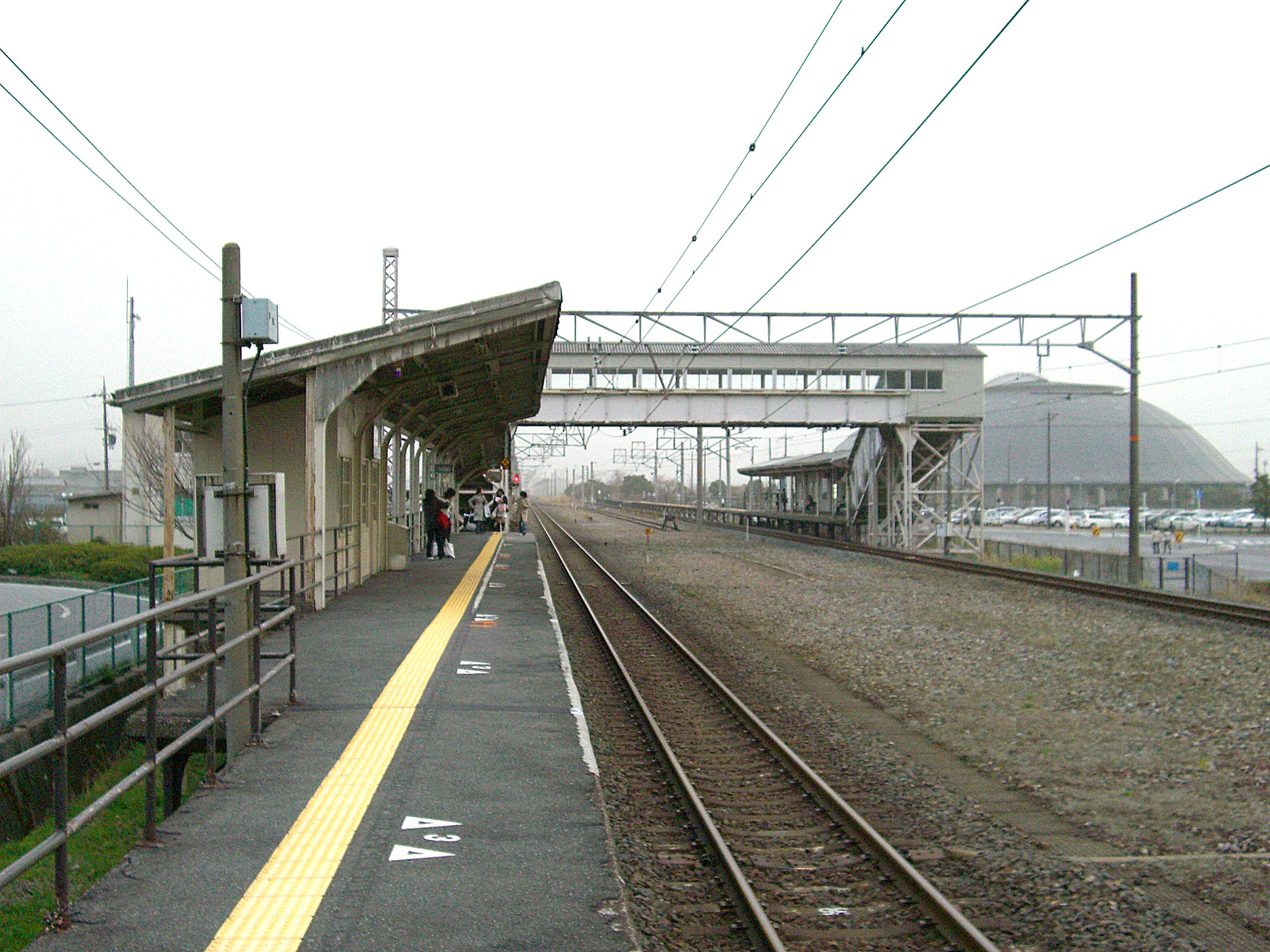
ホーム（2007年4月、上り線）

相対式ホーム2面2線を持つ地上駅。後述の機関車交換作業によりかつて特急「日本海」などの特急・急行列車も含めたすべての旅客列車が停車し14両が入る長いホームであるが、その後は新快速・普通のみの停車となり、現在の停車列車は最長8両編成（長浜駅発着の新快速）である。
従来の東側駅舎に加え、その後長浜市が行った区画整理・市街化事業により新たに西側（長浜・敦賀方面行きホーム）にも改札口が開設された。互いのホームは跨線橋で連絡しているが、エレベーターなどの設備はない。
ホーム高さは920mmで、長浜駅以北の直流化以降も1,100mmへのかさ上げはされていない。
米原駅が管理している無人駅である。大都市近郊区間の大阪近郊区間のエリア内にあり、ICカード「ICOCA」の利用範囲に含まれている。自動券売機やICカード対応の簡易型自動改札機が設置されている。

### のりば
| ホーム | 路線     | 方向 | 行先           |
| ------ | -------- | ---- | -------------- |
| 東側   | 北陸本線 | 上り | 米原方面       |
| 西側   | 北陸本線 | 下り | 長浜・敦賀方面 |

- 案内上ののりば番号は設定されていない。
- JR京都・神戸線運行管理システムの導入区間内に位置しているが、旅客案内情報処理装置 (PIC) は設置されていない。

## 利用状況
JR西日本の移動等円滑化取組報告書によれば、2023年度の1日当たりの利用者数は2,236人。「滋賀県統計書」によると、1日平均の乗車人員は以下の通りである。
無人駅であるが、利用客が多い。
| 年度   | 1日平均 乗車人員 | 出典        |
| ------ | ---------------- | ----------- |
| 1992年 | 432              | [ 統計 2 ]  |
| 1993年 | 447              | [ 統計 3 ]  |
| 1994年 | 414              | [ 統計 4 ]  |
| 1995年 | 337              | [ 統計 5 ]  |
| 1996年 | 346              | [ 統計 6 ]  |
| 1997年 | 329              | [ 統計 7 ]  |
| 1998年 | 358              | [ 統計 8 ]  |
| 1999年 | 390              | [ 統計 9 ]  |
| 2000年 | 391              | [ 統計 10 ] |
| 2001年 | 436              | [ 統計 11 ] |
| 2002年 | 479              | [ 統計 12 ] |
| 2003年 | 669              | [ 統計 13 ] |
| 2004年 | 827              | [ 統計 14 ] |
| 2005年 | 947              | [ 統計 15 ] |
| 2006年 | 1,038            | [ 統計 16 ] |
| 2007年 | 1,036            | [ 統計 17 ] |
| 2008年 | 1,068            | [ 統計 18 ] |
| 2009年 | 1,112            | [ 統計 19 ] |
| 2010年 | 1,200            | [ 統計 20 ] |
| 2011年 | 1,236            | [ 統計 21 ] |
| 2012年 | 1,257            | [ 統計 22 ] |
| 2013年 | 1,277            | [ 統計 23 ] |
| 2014年 | 1,308            | [ 統計 24 ] |
| 2015年 | 1,351            | [ 統計 25 ] |
| 2016年 | 1,356            | [ 統計 26 ] |
| 2017年 | 1,348            | [ 統計 27 ] |
| 2018年 | 1,345            | [ 統計 28 ] |
| 2019年 | 1,270            | [ 統計 29 ] |
| 2020年 | 950              | [ 統計 30 ] |
| 2021年 | 1,077            | [ 統計 31 ] |
| 2022年 | 1,104            | [ 統計 32 ] |

## 駅周辺

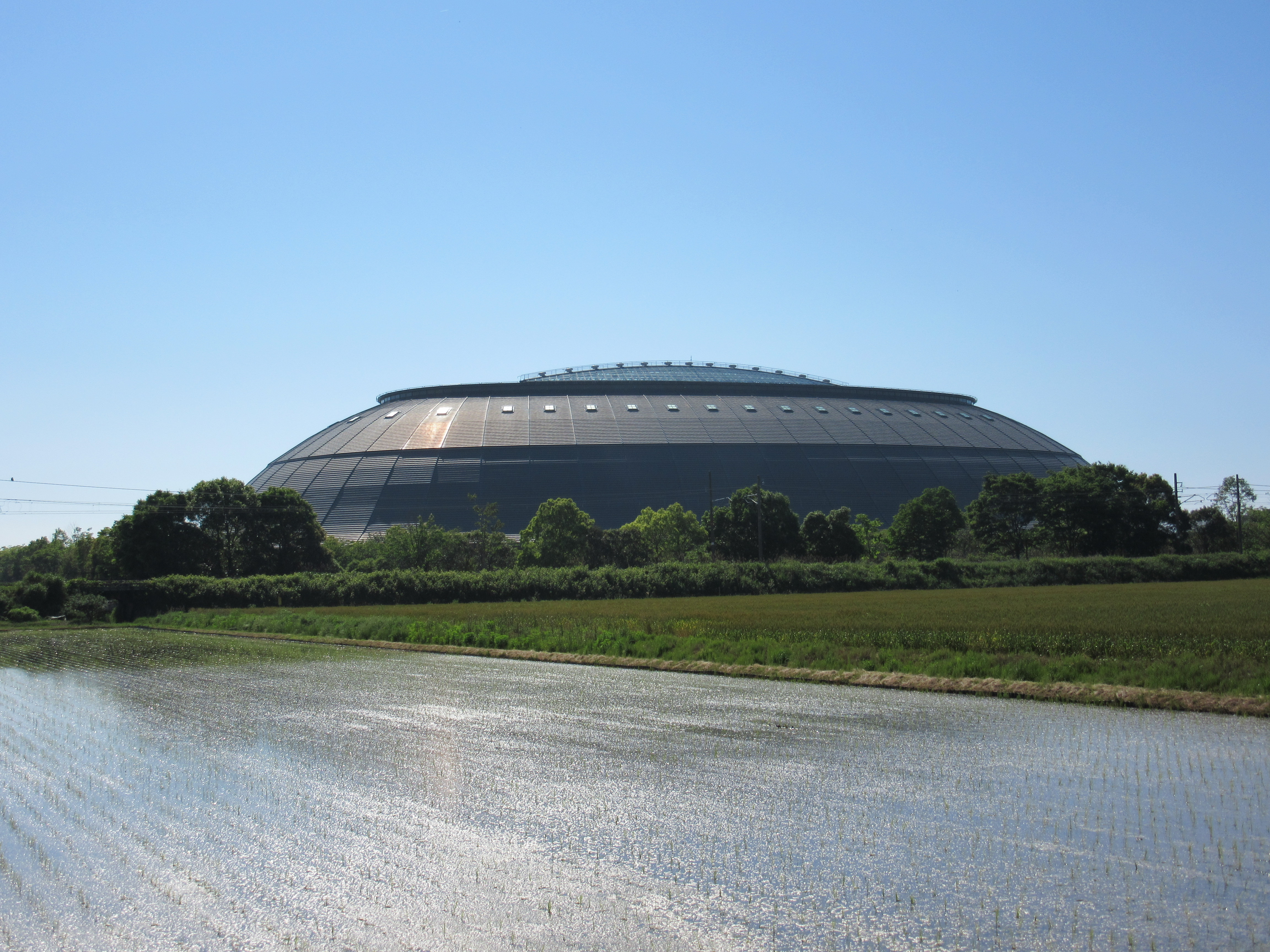
長浜ドーム

駅周辺は水田が広がる地域であったが、直流電化転換前後から周囲に長浜地方卸売市場・長浜ドーム・長浜バイオ大学等の各種施設が完成し、また駅前広場も1時間以内は無料の駐車場を整備するなど都市化が進んでいる。その一方、駅施設は西口開設などの一部を除き、交流電化完成時から大きく変わっていない。
この周辺地域は長浜市にとって市外に人口流出を防ぐ「ダム機能」の役割を持つ地域として位置付けられており、民間による宅地開発が盛んである。また、長浜市全体では人口減少傾向にあるが、駅周辺の半径2 km以内は2008年から2018年まで人口が約4 ％増加している。
- 長浜バイオ大学[3]
- 滋賀県立長浜ドーム（長浜バイオ大学ドーム）
- 長浜サイエンスパーク
- 滋賀県立長浜農業高等学校
- 滋賀文教短期大学
- 市立長浜病院
- さいかち浜水泳場
- 長浜地方卸売市場
- 大雲寺
- 田村神社（長浜市）[注釈 3]

## バス路線
駅前に「田村駅」停留所があり、湖国バスの路線が発着する。同停留所には、まいちゃん号（米原市）のデマンドタクシー路線（エリアタクシー）も乗り入れる（「まいちゃん号」は要予約）。
「田村駅」停留所のある東口駅前ロータリーは、2024年8月19日より東へ30mの新ロータリー（駐車場併設）に移転する。
湖国バス
- 田村駅
  - 木之本田村線[26]
    - 木之本バスターミナル / 湖北病院      - 長浜駅止りの便も混在する。

備考
- 木之本米原線（湖国バス）の運行があった当時は、ほぼ全便が当駅付近にある「田村」停留所のみを経由していたため、当駅への乗り入れは平日の朝に1便だけしか設定されなかった（便数は路線廃止時点）。

## 隣の駅
西日本旅客鉄道（JR西日本）
 琵琶湖線（北陸本線）
■臨時快速
通過
■新快速・■普通（普通電車は高槻駅以西は快速となる列車を含む）
長浜駅 (JR-A09) - 田村駅 (JR-A10) - 坂田駅 (JR-A11)

### 記事本文